# Liste in Griechenland vorhandener Dampflokomotiven
Dies ist eine Liste erhaltener Dampflokomotiven auf dem Gebiet von Griechenland. Die große Zahl meterspuriger Dampflokomotiven erklärt sich durch die für Europa ungewöhnlich große Quote schmalspuriger Bahnstrecken sowie deren im Vergleich zu den Normalspurstrecken späte Verdieselung.

## Normalspurlokomotiven
| Foto | Nummer oder Name       | Bauart / Achsfolge | Hersteller                       | Fabrik nr. | Baujahr | Historie                      | Eigentümer / Betreiber / Strecke | Standort                                     | Bemerkungen                                                                                            |
| ---- | ---------------------- | ------------------ | -------------------------------- | ---------- | ------- | ----------------------------- | -------------------------------- | -------------------------------------------- | --- |
|      | OSE Εα 204             | 1’C t              | Batignolles                      | 1510       | 1903    |                               |                                  | Eisenbahnmuseum Athen                        | Aus Schneepflug rekonstruiert. Objekt hat keine Zylinder. Älteste Normalspurlokomotive in Griechenland |
|      | OSE (PDS) Ζα 306 (206) | 2’C                | Batignolles                      | 1593       | 1905    |                               |                                  | Thessaloniki/Museum at Eleftherio-Kordelio   | [ 3 ] [ 4 ] [ 5 ]                                                                                      |
|      | OSE 220                | 1’C t              | St. Leonard (Liege)              | 1505       | 1907    |                               |                                  | Katerini/OSE Works                           | [ 6 ]                                                                                                  |
|      | OSE 877                | E                  | La Meuse                         | 2085       | 1929    |                               |                                  | Museum in Former Loco Depot                  | [ 7 ] [ 8 ]                                                                                            |
|      | OSE Κβ 817             | E                  | StEG                             | 4607       | 1924    |                               |                                  | Thessaloniki/Diesel Depot Yard               | Nachbau BBÖ 80.900                                                                                     |
|      | OSE Λα 905             | 1’E                | StEG                             | 4615       | 1925    |                               |                                  | Thessaloniki/Diesel Depot Yard               | Nachbau Südbahn/BBÖ 580/ÖBB 258.9                                                                      |
|      | OSE Δα 53              | C t                | H.K. Porter                      | 1729       | 1943    | ex US Army 1415               |                                  | Thessaloniki/Diesel Depot Yard               | USATC-Klasse S 100                                                                                     |
|      | OSE Δα 55              | C n2t              | Vulcan Iron Works (Wilkes-Barre) | 4472       | 1943    | ex US Army 1999               |                                  | Eisenbahnmuseum Thessaloniki                 | [ 13 ]                                                                                                 |
|      | OSE Δα 57              | C n2t              | Davenport Locomotive Works       | 2549       | 1943    | ex US Army 4400               |                                  | Thessaloniki/Diesel Depot Yard               | [ 14 ]                                                                                                 |
|      | OSE Δα 59              | C n2t              | Davenport Locomotive Works       | 2602       | 1944    | ex US Army 6013               |                                  | Thessaloniki/Diesel Depot Yard               | [ 15 ]                                                                                                 |
|      | OSE Δα 60              | C n2t              | Vulcan Iron Works (Wilkes-Barre) | 4542       | 1944    | ex US Army 6172               |                                  | Thessaloniki/Diesel Depot Yard               | [ 16 ]                                                                                                 |
|      | OSE Δα 61              | C n2t              | Davenport Locomotive Works       | 2481       | 1943    | ex US Army 1310               |                                  | Thessaloniki/Diesel Locomotive Depot         | [ 17 ] [ 5 ]                                                                                           |
|      | OSE Δα 63              | C n2t              | Davenport Locomotive Works       | 2597       | 1944    | ex US Army 6008               |                                  | Thessaloniki Railway Museum                  | [ 18 ] [ 5 ]                                                                                           |
|      | OSE Δα 65              | C n2t              | Vulcan Iron Works (Wilkes-Barre) | 4460       | 1943    | ex US Army 1987               |                                  | Tithorea/Depot                               | [ 19 ]                                                                                                 |
|      | OSE Λβ 955             | 1’E                | North British Locomotive Co.     | 25442      | 1944    | ex WD (7)3656                 |                                  | Thessaloniki/Wagon Workshop yard             | [ 20 ] [ 21 ]                                                                                          |
|      | OSE Λβ 958             | 1’E                | North British Locomotive Co.     | 25445      | 1943    | ex WD (7)3699                 |                                  | Tithorea/Depot                               | [ 21 ] [ 22 ]                                                                                          |
|      | OSE Λβ 962             | 1’E                | North British Locomotive Co.     | 25463      | 1944    | ex WD (7)3677                 |                                  | Drama/museum store in former depot.          | war bis Mitte der 2000er-Jahre betriebsfähig                                                           |
|      | OSE Λβ 964             | 1’E                | North British Locomotive Co.     | 25468      | 1944    | ex WD (7)3682                 |                                  | Thessaloniki/Diesel Locomotive Depot         | war bis Mitte der 2000er-Jahre betriebsfähig                                                           |
|      | OSE 994                | 1’E                | Baldwin Locomotive Works         | 73372      | 1947    |                               |                                  | Tithorea/Depot                               | [ 25 ]                                                                                                 |
|      | OSE 995                | 1’E                | Baldwin Locomotive Works         | 73373      | 1947    |                               |                                  | Tithorea/Depot                               | [ 26 ]                                                                                                 |
|      | OSE 996                | 1’E                | Baldwin Locomotive Works         | 73374      | 1947    |                               |                                  | Tithorea/Depot                               | [ 27 ]                                                                                                 |
|      | OSE Θγ 525             | 1’D h2             | Lima Locomotive Works            | 8212       | 1943    | ex US Army 2206               |                                  | Thessaloniki/Wagon Workshop yard (dock line) | USATC-Klasse S 160                                                                                     |
|      | OSE Θγ 532             | 1’D h2             | Baldwin Locomotive Works         | 70481      | 1944    | ex US Army 3524               |                                  | Thessaloniki/Wagon Workshop yard             | [ 29 ] [ 4 ]                                                                                           |
|      | OSE Θγ 535             | 1’D h2             | Lima Locomotive Works            | 8232       | 1943    | ex US Army 2226               |                                  | Thessaloniki/Wagon Workshop yard             | [ 30 ]                                                                                                 |
|      | OSE Θγ 576             | 1’D h2             | Alco (Schenectady)               | 71554      | 1944    | ex FS 736.090 ex US Army 3299 |                                  | Tithorea/Depot                               | [ 31 ]                                                                                                 |
|      | OSE Θγ 584             | 1’D h2             | Baldwin Locomotive Works         | 70377      | 1944    | ex FS 736.185 ex US Army 3420 |                                  | Thessaloniki Old Depot                       | [ 32 ]                                                                                                 |
|      | OSE Θγ 593             | 1’D h2             | Lima Locomotive Works            | 8611       | 1945    | ex FS 736.207 ex US Army 3698 |                                  | Thessaloniki/Diesel Depot Yard               | [ 33 ]                                                                                                 |
|      | OSE Μα 1002            | 1’E1’ h            | Breda                            | 2630       | 1953    |                               |                                  | Athen/Rouf – Theatre Train                   | [ 34 ]                                                                                                 |
|      | OSE Μα 1013            | 1’E1’ h2           | Ansaldo                          | 1390       | 1954    |                               |                                  | Thessaloniki/Wagon Workshop yard             | Jüngste Normalspurdampflokomotive in Griechenland                                                      |

## Schmalspurlokomotiven 600 mm
| Foto | Nummer oder Name                | Bauart / Achsfolge | Hersteller               | Fabrik- nr. | Baujahr | Historie | Eigentümer / Betreiber / Strecke | Standort                         | Bemerkungen                |
| ---- | ------------------------------- | ------------------ | ------------------------ | ----------- | ------- | --- | -------------------------------- | -------------------------------- | -------------------------- |
|      | Eretria Chrome Mines            | B t                | O & K                    | 1339        | 1904    | Blackwell, London / 19xx Eretria Chrome Mine, Volos [GR] (04.1980, 07.1981 vh) / 19xx Eisenbahnmuseum Athen [GR] (04.1999 vh)                                  |                                  | Eisenbahnmuseum Athen            | lt. Merte Spurweite 610 mm |
|      | Eretria Chrome Mines            | B t                | Arnold Jung              | 4665        | 1929    | A.P. Apostolidis, Volo [GR] /=> Chrom Mine, Eritrea / 19xx Sth Volos Eisenbahn "MARY" /nach 1945 Chrom Mine, Eritrea / 19xx Eisenbahnmuseum Athen (04.1999 vh) |                                  | Eisenbahnmuseum Athen            | [ 37 ] [ 2 ]               |
|      | Tsalapatas Brickworks           | B t                | O & K                    | 2261        | 1907    | Brikettwerke Volos, Griechenland / 19xx Pedion Areas Park, Volos [GR] (museal erhalten)                                                                        |                                  | Volos/Pedion Areos Park Railway  | [ 38 ]                     |
|      | Tsalapatas Brickworks           | B t                | Decauville               | 509         | 1908    | |                                  | Volos/Brickworks Heritage Museum | [ 39 ]                     |
|      | OSE 101 (52) 'Milies'           | 1’C t              | Tubize                   | 1339        | 1903    | Thessalische Eisenbahnen |                                  | Volos/Narrow Gauge Depot         | [ 40 ]                     |
|      | OSE 102 (55) 'Pelion'           | 1’C t              | Haine-Saint-Pierre       | 1140        | 1912    | Thessalische Eisenbahnen |                                  | Volos/Narrow Gauge Depot         | [ 41 ]                     |
|      | OSE 103 (54) 'Jason'            | 1’C t              | Haine-Saint-Pierre       | 1141        | 1912    | Thessalische Eisenbahnen |                                  | Volos/Narrow Gauge Depot         | [ 42 ]                     |
|      | OSE (British Army) Lr 973 (973) | 1’C t              | Baldwin Locomotive Works | 45010       | 1917    | |                                  | Volos/Narrow Gauge Depot         | [ 43 ]                     |
|      | Französische Heeresbahn         | C t                | Decauville               | 1711        | 1917    | |                                  | Piräus/Lefka Railway Works       | [ 44 ]                     |

## Schmalspurlokomotiven 750 mm
| Foto | Nummer oder Name | Bauart / Achsfolge | Hersteller | Fabrik-nr. | Baujahr | Historie | Eigentümer / Betreiber / Strecke | Standort                  | Bemerkungen                                       |
| ---- | ---------------- | ------------------ | ---------- | ---------- | ------- | --- | -------------------------------- | ------------------------- | ------------------------------------------------- |
|      | OSE ΔΚ 8001      | C1’ t Zahnrad      | J. F. Cail | 2343       | 1891    | Zahnradbahn Diakopto–Kalavryta |                                  | Kalavryta/Kalavryta Depot | [ 45 ]                                            |
|      | OSE ΔΚ 8002      | C1’ t Zahnrad      | J. F. Cail | 2344       | 1891    | Zahnradbahn Diakopto–Kalavryta |                                  | Diakopto/Diakopto Station | [ 46 ]                                            |
|      | OSE ΔΚ 8003      | C1’ t Zahnrad      | J. F. Cail | 2345       | 1891    | Zahnradbahn Diakopto–Kalavryta |                                  | Diakopto/Station          | [ 47 ]                                            |
|      | OSE ΔΚ 8004      | C1’ t Zahnrad      | J. F. Cail | 2518       | 1899    | Zahnradbahn Diakopto–Kalavryta |                                  | Eisenbahnmuseum Athen     | [ 48 ] [ 2 ]                                      |
|      | OSE ΔΚ 8011      | C1’ n2t            | Krupp      | 925        | 1925    | Eisenbahngesellschaft Piräus-Athen-Peloponnes, für Diakopto-Kalavrita "5" /=> Griechische Staatsbahn "8011" (1959 a, 10.1998 a vh Bf Diakopto)EE |                                  | Diakopto/Diakopto Station | [ 49 ]                                            |
|      | OSE ΔΚ 8005      | C1’ t Zahnrad      | OSE Piräus |            | 1954    | Zahnradbahn Diakopto–Kalavryta |                                  | Diakopto/Diakopto Station | Jüngste Schmalspurdampflokomotive in Griechenland |

## Schmalspurlokomotiven 1000 mm
| Foto | Nummer oder Name                         | Bauart / Achsfolge   | Hersteller                       | Fabrik- nr. | Baujahr | Historie | Eigentümer / Betreiber / Strecke | Standort                                    | Bemerkungen                             |
| ---- | ---------------------------------------- | -------------------- | -------------------------------- | ----------- | ------- | --- | -------------------------------- | ------------------------------------------- | --------------------------------------- |
|      | OSE (SBDE) A5                            | C t                  | Couillet                         | 932         | 1888    | |                                  | Eisenbahnmuseum Athen                       | Älteste Dampflokomotive in Griechenland |
|      | OSE (SBDE) 7003 (A 3)                    | C t                  | Couillet                         | 993         | 1888    | |                                  | Messolonghi/Park behind Town Hall           | [ 52 ]                                  |
|      | OSE (SPAP) Γ-211                         | 1’C t                | Couillet                         | 953         | 1890    | |                                  | Eisenbahnmuseum Athen                       | [ 53 ] [ 2 ]                            |
|      | OSE B.151                                | 1’B t                | Henschel & Sohn                  | 11135       | 1912    | PAP – Piräus-Athen-Peloponnes "154" [GR] /=> OSE "BG 7154" |                                  | Eisenbahnmuseum Athen                       | [ 54 ] [ 2 ]                            |
|      | OSE 72                                   | C n2t                | Krupp                            | 1510        | 1935    | Thessalische Eisenbahnen Société An. des Chemins de Fer de Thessalie, Athen "72" (07.1983 a vh in Volos) |                                  | Larissa/Station forecourt                   | [ 55 ]                                  |
|      | OSE (SBB) 1058 (1058)                    | ursprünglich Cz n4vt | SLM                              | 1912        | 1908    | ex SBB (Brünigbahn) |                                  | Volos/Station Yard                          | [ 56 ] [ 57 ]                           |
|      | OSE 54 (4)                               | D h2t                | SLM                              | 2171        | 1911    | Thessalische Eisenbahnen ex Chemin de fer Yverdon–Ste-Croix |                                  | Larissa/Station playground                  | [ 58 ] [ 4 ]                            |
|      | OSE (SBB) Z 203 (203)                    | 1’C n2t              | SLM                              | 2222        | 1912    | ex SBB (Brünigbahn) |                                  | Volos/Station Yard                          | [ 59 ] [ 57 ]                           |
|      | OSE (SPAP) A4 'ΤΙΡΥΝΣ'                   | B n2t                | Krauss (München)                 | 1370        | 1884    | Piräus-Athen-Peloponnes "A 4" "TIRYNS" /=> Eisenbahnmuseum Athen [GR] "TIRYNS" |                                  | Eisenbahnmuseum Athen                       | [ 60 ]                                  |
|      | OSE (SPAP) 7505                          | 1’C t                | SACM (Graffenstaden)             | 4373        | 1892    | Piräus-Athen-Peloponnes "505" [GR] "ERIMANTHOS" / SPAP 7505 (museal erhalten in Athen) |                                  | Eisenbahnmuseum Athen                       | [ 61 ] [ 2 ]                            |
|      | OSE (SPAP) Ζς 7.535                      | 1’C t                | Krauss (München)                 | 6615        | 1912    | Attische Bahnen "535 ?" /=> Griechische Staatsbahn "Z 7.535 ?" /=> Denkmal, Nafplion [GR] "Z 7.535" |                                  | Nafplion/Harbour station                    | [ 62 ]                                  |
|      | OSE (SPAP) Ζς 7.536                      | 1’C t                | Krauss (München)                 | 6900        | 1912    | Attische Bahn "Z 7.536"/=> Griechische Staatsbahn "Z 7.536" /=> Denkmal, Bf Kiparissia [GR] "Z 7.536" (10.1998, 04.1999 vh) |                                  | Kiparissia/Old Station Restaurant           | [ 63 ] [ 64 ]                           |
|      | OSE (SPAP) Ζς 7.538 (519)                | 1’C t                | Krauss (München)                 | 4788        | 1902    | Piräus-Athen-Peloponnes "519" -> "7538" /.... Denkmal, Heraklion [GR] "7538" |                                  | Heraklion                                   | [ 65 ]                                  |
|      | OSE Ζς 7.539. Angeschrieben als Ζς 7.535 | 1’C t                | Krauss (München)                 | 4789        | 1902    | Piräus-Athen-Peloponnes "520" |                                  | Kalamata/Kalamata Railway Park              | [ 64 ] [ 66 ]                           |
|      | OSE (SPAP) Ζς 7.540 (540)                | 1’C t                | Krauss (München)                 | 8375        | 1926    | Piräus-Athen-Peloponnes "540" /=> Griechische Staatsbahn "Z 7.540" /=> Denkmal, Kalamata [GR] "Z 7.540" (10.1998 vh) |                                  | Kalamata/Kalamata Railway Park              | [ 67 ]                                  |
|      | OSE (SPAP) Ζς 7.541 (541)                | 1’C t                | Krauss (München)                 | 8376        | 1926    | Piräus-Athen-Peloponnes "541" /=> Griechische Staatsbahn "Z 7.541" /=> Denkmal, Kalamata [GR] "Z 7.541" (10.1998 vh) |                                  | Kalamata/Kalamata Railway Park              | [ 68 ]                                  |
|      | OSE (SPAP) Ζς 7.542 (542)                | 1’C t                | Krauss (München)                 | 8377        | 1926    | Piräus-Athen-Peloponnes "542" /=> Griechische Staatsbahn "Z 7.542" (04.1999 a vh in Athen) |                                  | Piräus/Depot                                | [ 69 ]                                  |
|      | OSE (SPAP) Ζς 7.544                      | 1’C t                | Krauss (München)                 | 8322        | 1925    | Attische Bahnen "Z 7.538 ?"/=> Griechische Staatsbahn "Z 7.538 ?" |                                  | Kalamata/Kalamata Railway Park              | [ 70 ]                                  |
|      | OSE (SPAP) Ζς 7.547                      | 1’C t                | Krauss (München)                 | 5037        | 1904    | Piräus-Athen-Peloponnes "52" |                                  | Sofiko/The Ranch (theme park)               | [ 71 ]                                  |
|      | OSE (SPAP) Ζς 7.553                      | 1’C t                | Krauss (München)                 | 5452        | 1906    | Attische Bahnen "12" |                                  | Patras/Central Railway Station              | [ 72 ]                                  |
|      | OSE (SPAP) Ζς 7.555                      | 1’C t                | Krauss (München)                 | 6055        | 1908    | Attische Bahnen "15" |                                  | Nafplion/Former Town station                | [ 73 ]                                  |
|      | OSE (SPAP) 7712                          | 1’D                  | Borsig                           | 9007        | 1914    | Chemins de Fer Athen-Pirée-Pelopnaise, Athen/Griechenland "712" /=> Griechische Staatsbahn "E 7.712" (04.1999 a vh in Athen)                                                                                                   |                                  | Megara, W Attica/The Old Station            | [ 74 ]                                  |
|      | OSE Ες 7721                              | 1’D h2               | Linke-Hofmann (Breslau)          | 3034        | 1925    | Athen – Piräus SPAP "721" /OSE "Es 7.721" -> Mus.Lok Bw Patras |                                  | Piräus, OSE Railway Museum                  | [ 75 ]                                  |
|      | OSE Ες 7725                              | 1’D h2               | Linke-Hofmann (Breslau)          | 3038        | 1925    | Athen – Piräus SPAP "725" /OSE "Es 7.725" (04.1999 a vh in Mili) |                                  | Myloi                                       | [ 76 ]                                  |
|      | OSE Ες 7728                              | 1’D h2               | Henschel und Sohn                | 23060       | 1936    | PAP – Piräus-Athen-Peloponnes "728" [GR] /=> OSE "E7.728" (04.1999 Bw Mili schrottreif vh) |                                  | Myloi                                       | [ 77 ] [ 78 ]                           |
|      | OSE Δι 7101                              | 1’D1’                | Vulcan Iron Works (Wilkes-Barre) | 4700        | 1947    | ex US Army |                                  | Myloi                                       | [ 79 ] [ 78 ]                           |
|      | OSE Δι 7102                              | 1’D1’                | Vulcan Iron Works (Wilkes-Barre) | 4701        | 1947    | ex US Army |                                  | Myloi                                       | [ 80 ]                                  |
|      | OSE Δι 7103                              | 1’D1’                | Vulcan Iron Works (Wilkes-Barre) | 4702        | 1947    | ex US Army |                                  | Myloi                                       | [ 81 ] [ 78 ]                           |
|      | OSE Δι 7104                              | 1’D 1’               | Vulcan Iron Works (Wilkes-Barre) | 4703        | 1947    | ex US Army |                                  | Kalamata/Kalamata Railway Park              | [ 82 ]                                  |
|      | OSE Δι 7105                              | 1’D1’                | Vulcan Iron Works (Wilkes-Barre) | 4704        | 1947    | ex US Army |                                  | Kalamata/Depot                              | [ 83 ]                                  |
|      | OSE Δι 7106                              | 1’D1’                | Vulcan Iron Works (Wilkes-Barre) | 4705        | 1947    | ex US Army |                                  | Tripolis/Tripolis Depot                     | [ 84 ]                                  |
|      | OSE Δι 7107                              | 1’D1’                | Vulcan Iron Works (Wilkes-Barre) | 4706        | 1947    | ex US Army |                                  | Myloi                                       | [ 85 ]                                  |
|      | OSE Δι 7108                              | 1’D1’                | Vulcan Iron Works (Wilkes-Barre) | 4707        | 1947    | ex US Army |                                  | Piräus/Lefka Railway Workshops              | [ 86 ]                                  |
|      | OSE Δι 7110                              | 1’D1’                | Breda                            | 2591        | 1951    | |                                  | Kalamata/Depot                              | [ 87 ]                                  |
|      | OSE Δι 7112                              | 1’D1’                | Breda                            | 2593        | 1951    | |                                  | Myloi/Depot                                 | [ 88 ] [ 78 ]                           |
|      | OSE Δι 7.113                             | 1’D1’                | Breda                            | 2594        | 1951    | |                                  | Markopoulo/Old Railway Station              | [ 89 ]                                  |
|      | OSE Δι 7115                              | 1’D1’                | Breda                            | 2596        | 1951    | |                                  | Pyrghos/Depot                               | [ 90 ]                                  |
|      | OSE Δι 7117                              | 1’D1’                | Breda                            | 2598        | 1951    | |                                  | Vartholomio/Former Station                  | [ 91 ]                                  |
|      | OSE Δι 7118                              | 1’D1’                | Breda                            | 2599        | 1951    | |                                  | Myloi/Depot                                 | [ 92 ]                                  |
|      | OSE Δι 7119                              | 1’D1’                | Breda                            | 2600        | 1951    | |                                  | Kalamata/Kalamata Railway Park              | [ 93 ]                                  |
|      | OSE Δι 7120                              | 1’D1’                | Breda                            | 2601        | 1952    | |                                  | Kalamata/Kalamata Railway Park              | [ 94 ]                                  |
|      | OSE (Thessalische Eisenbahnen) 20        | 1’C t                | Tubize                           | 1563        | 1909    | |                                  | Volos/Station Yard                          | [ 95 ] [ 57 ]                           |
|      | OSE (Thessalische Eisenbahnen) 21        | 1’C t                | Tubize                           | 1564        | 1909    | |                                  | Volos/Station Yard                          | [ 96 ] [ 57 ]                           |
|      | OSE (Thessalische Eisenbahnen) 22        | 1’C t                | Tubize                           | 1565        | 1909    | |                                  | Trikala/Trikala station                     | [ 97 ]                                  |
|      | OSE (Thessalische Eisenbahnen) 27        | 1'C h2t              | Maffei                           | 3336        | 1912    | Chemin de fer de Thessalie [GR] "27" (07.1983 a vh in Volos) |                                  | Volos/Station Yard                          | [ 98 ] [ 57 ]                           |
|      | OSE (Thessalische Eisenbahnen) 30        | 1’C1’ h2t            | Krupp                            | 1497        | 1935    | Ste. An. des Chemins de Fer de Thessalie, Athen "30" (07.1983 a vh in Volos) |                                  | Volos/Station Yard                          | [ 99 ] [ 57 ]                           |
|      | OSE (Thessalische Eisenbahnen) 34        | 1’C1’ h2t            | Krupp                            | 1506        | 1935    | Société An. des Chemins de Fer de Thessalie, Athen "34" (07.1983 a vh in Volos) |                                  | Volos/Station Yard                          | [ 100 ] [ 57 ]                          |
|      | OSE (Thessalische Eisenbahnen) 40        | 1’C1’ t              | Arnold Jung                      | 11451       | 1951    | Thess. Kleinbahn Athen [GR] "40" (07.1983, 1996 a vh in Volos; Fschild 11452) |                                  | Volos/Station Yard                          | [ 101 ] [ 57 ]                          |
|      | OSE (Thessalische Eisenbahnen) 41        | 1’C1’ t              | Arnold Jung                      | 11452       | 1951    | Thess. Kleinbahn Athen [GR] "41" (07.1983, 1996, 10.2012 a vh in Volos; Fschild 11451) <!-- [PZ][JM-99-01-23] [LR1/84][JM-00-01-11] //-->                                                                                      |                                  | Volos/Station Yard                          | [ 102 ] [ 57 ]                          |
|      | OSE (Thessalische Eisenbahnen) 42        | 1’C1’ t              | Arnold Jung                      | 11453       | 1951    | Thess. Kleinbahn Athen [GR] "42" (07.1983, 1996 a vh in Volos; Fschild 11456) <!-- [PZ][JM-99-01-23] [LR1/84][JM-00-01-11] //-->                                                                                               |                                  | Volos/Station Yard                          | [ 103 ]                                 |
|      | OSE (Thessalische Eisenbahnen) 42        | 1’C1’ t              | Arnold Jung                      | 11454       | 1951    | |                                  | Volos/Station Yard                          | [ 57 ]                                  |
|      | OSE (Thessalische Eisenbahnen) 44        | 1’C1’ t              | Arnold Jung                      | 11455       | 1951    | Thess. Kleinbahn Athen [GR] "44" (07.1983 a vh in Volos) <!-- [PZ][JM-99-01-23] [LR1/84][JM-00-01-11] //--> |                                  | Volos/Volos-Milies line                     | [ 104 ]                                 |
|      | DEI 1                                    | B n2t                | Arnold Jung                      | 11735       | 1952    | Burns & Roe, Athen [GR] / 19xx Dimosia Epichirisi Ilektrismou – Braunkohlegrube Aliverion [GR] "020035" (Kessel von Jung KNr. 11716/1952) /=> Denkmal, Ptolemaida [GR]                                                         |                                  | Ptolemais/LKDM Mine Offices, Agia Paraskevi | [ 105 ]                                 |
|      | DEI 2                                    | B n2t                | Arnold Jung                      | 11734       | 1952    | Burns & Roe, Athen [GR] / 19xx Dimosia Epichirisi Ilektrismou – Braunkohlegrube Aliverion [GR] "020035" (Kessel an Jung FNr. 12856/1957, Kessel von Jung KNr. 11715/1952) /=> Denkmal, Braunkohlegrube Aliverion [GR] "020035" |                                  | Aliverion/Public Power Corp. Power Plant    | [ 106 ]                                 |
|      | DEI 6                                    | B n2t                | Arnold Jung                      | 12856       | 1952    | Public Power Co. PPC, Athen [GR] "6" /=> Public Power Co. PPC, Aliverion [GR] "6" (Kessel von Jung KNr. 11735/1952, 11.1996, 04.2007 a vh)                                                                                     |                                  | Aliverion/Public Power Corp. Power Plant    | [ 107 ]                                 |